# Schillerpreis der Zürcher Kantonalbank
Der Schillerpreis der Zürcher Kantonalbank (ZKB Schillerpreis) ist ein Literaturpreis, der jährlich auf Antrag des Stiftungsrates der Schweizerischen Schillerstiftung von der Zürcher Kantonalbank (ZKB) vergeben wird.
Mit dieser Auszeichnung sollen Autoren aus dem Wirtschaftsraum Zürich gewürdigt werden, die mit ihren Werken die Schweizer Literaturszene bereichern und prägen. Der Preis wurde 1979 gestiftet; die Preissumme wurde 1999 von 6.000 auf 10.000 Franken und 2023 auf 20.000 Franken erhöht. Seit 2010 erhält der Preisträger zusätzlich die Skulptur Held Anti Held des Zürcher Künstlers Max Grüter.

## Preisträgerinnen und Preisträger
- 2025 Franz Hohler für Franz Hohler & friends
- 2024 Gianna Molinari für Hinter der Hecke die Welt
- 2023 Julia Weber für Die Vermengung und Heinz Helle für Wellen[1]
- 2022 Annette Hug für Tiefenlager
- 2021 Dorothee Elmiger für Aus der Zuckerfabrik[2]
- 2020 Ruth Schweikert für Tage wie Hunde
- 2019 Angelika Waldis für Ich komme mit
- 2018 Melinda Nadj Abonji für Schildkrötensoldat
- 2017 Peter Stamm für Weit über das Land[3]
- 2016 Thilo Krause für Um die Dinge ganz zu lassen[4]
- 2015 Reto Hänny für Blooms Schatten
- 2014 Nils Röller für Roth der Grosse
- 2013 Dante Andrea Franzetti für Zurück nach Rom
- 2012 Katharina Geiser für Diese Gezeiten[5]
- 2011 Susanna Schwager für ihre Familientrilogie Ida – Eine Liebesgeschichte, Die Frau des Metzgers und Fleisch und Blut
- 2010 Arno Camenisch für Sez Ner[6]
- 2009 Gertrud Leutenegger für Matutin
- 2008 Peter Weber für Die melodielosen Jahre
- 2007 Eleonore Frey für Siebzehn Dinge
- 2006 Dieter Zwicky für Reizkers Entdeckung
- 2005 Franz Hohler für Die Torte
- 2004 Christoph Keller für Der beste Tänzer
- 2003 Jürg Schubiger für Haller und Helen
- 2002 Isolde Schaad für Keiner wars
- 2001 Charles Lewinsky für Johannistag
- 2000 Peter K. Wehrli für Katalog von allem
- 1999 Alain Claude Sulzer für Urmein
- 1998 Ilma Rakusa für Ein Strich durch alles
- 1997 Herbert Meier für Winterball
- 1996 Franz Wurm für Dreiundfünfzig Gedichte
- 1995 Erika Burkart
- 1994 Franz Fassbind
- 1993 Margrit Baur
- 1992 Magdalena Vogel
- 1991 Hans Wysling und Mitarbeiter am Gottfried-Keller-Buch
- 1990 Hans Schumacher
- 1989 Jürg Amann
- 1988 Hans Boesch für Der Sog
- 1987 Peter Zeindler für Der Zirkel
- 1986 Jürg Federspiel
- 1985 Hugo Loetscher
- 1984 Otto Steiger
- 1983 Maria Lutz-Gantenbein
- 1982 Laure Wyss für Ein schwebendes Verfahren / Mutters Geburtstag
- 1981 Kurt Guggenheim
- 1980 Arnold Kübler
- 1979 Walter Matthias Diggelmann

## Verwandte Themen
Eine Jury der Schweizerischen Schillerstiftung entscheidet auch über den Grossen Schillerpreis.
Auch deutsche Institutionen verleihen regelmässig Schillerpreise; so gibt es den Schiller-Gedächtnispreis des Landes Baden-Württemberg, den Schillerpreis der Stadt Mannheim, den Schillerpreis der Stadt Marbach am Neckar, den Schiller-Ring und andere Ehrengaben der Deutschen Schillerstiftung.